# Georgia Rule
Georgia Rule (Brasil: Ela é a Poderosa / Portugal: Regras para Ser Feliz) é um filme estadunidense de 2007, do gênero drama, estrelado por Lindsay Lohan, Jane Fonda e Felicity Huffman. O filme recebeu críticas negativas, no entanto, as performances de Huffman e Lohan ganharam elogios.

## Sinopse
Rachel (Lindsay Lohan) é uma adolescente problemática, que vive trazendo problemas para sua mãe, Lilly (Felicity Huffman). Sem saber o que fazer com a filha, Lilly decide apelar para uma decisão extrema: levar Rachel para a pequena cidade de sua mãe, Georgia (Jane Fonda), algo que ela tinha prometido a si mesma jamais fazer. Georgia é uma mulher inflexível, que segue regras rígidas de moral, bons costumes e trabalho duro. Juntas, Georgia, Lilly e Rachel descobrem antigos segredos de família e reatam os laços que foram um dia quebrados.

## Elenco
- Jane Fonda como Georgia Randall
- Lindsay Lohan como Rachel Wilcox
- Felicity Huffman como Lilly Randall Wilcox
- Dermot Mulroney como Simon Ward
- Laurie Metcalf como Paula Richards
- Garrett Hedlund como Harlan Wilson
- Cary Elwes como Arnold
- Héctor Elizondo como Izzy
- Dylan McLaughlin como Sam
- Zachary Gordon como Ethan
- Tereza Stanislav como Violin Teacher
- Fred Applegate como Caipira 1
- Cynthia Ferrer como Caipira 2
- Destiney Moore como Garçonete
- Christine Lakin como Grace
- Shea Curry como Melodee

## Produção
Ostensivamente definido em Idaho, pelos créditos finais e extras do DVD, o filme foi gravado no sul da Califórnia, e grande parte do cenário foi criado com imagens geradas por computador.

## Recepção
Georgia Rule foi muito criticado pela crítica especializada. O filme recebeu uma classificação de 17% no Rotten Tomatoes. No Metacritic alcançou 25% de 100, com base em 29 avaliações profissionais.

## Prêmios e Indicações
Felicity Huffman recebeu uma indicação ao Prism Award para Melhor Performance em um Longa-Metragem.
| Ano  | Premiação          | Categoria                               | Nominado(a)   | Resultado |
| ---- | ------------------ | --------------------------------------- | ------------- | --------- |
| 2007 | Teen Choice Awards | Choice Award for Choice Actress - Drama | Lindsay Lohan | Indicado  |